# Bjelotrba čačalaka
Bjelotrba čačalaka (lat. Ortalis leucogastra) je vrsta ptice iz roda Ortalis, porodice Cracidae. Živi u Kostariki, Salvadoru, Gvatemali, Hondurasu, Meksiku i Nikaragvi. Prirodna staništa su joj suptropske i tropske suhe i vlažne nizinske šume, kao i degradirani oblici nekadašnjih šuma.